# Département de San Fernando
Le département de San Fernando est une des 25 subdivisions de la province du Chaco, en Argentine. Son chef-lieu est la ville de Resistencia.
Le département a une superficie de 3 489 km2. Sa population s'élevait à 365 637 habitants au recensement de 2001.

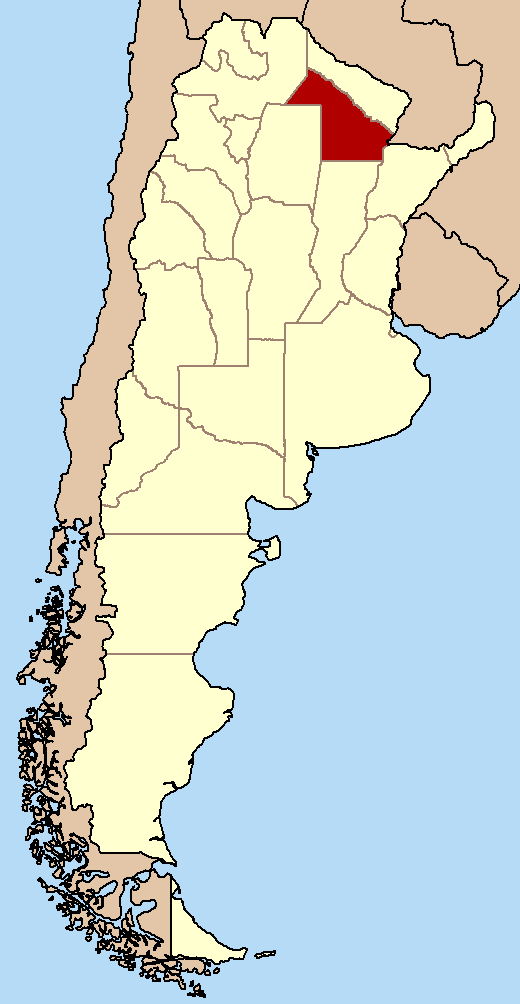
Localisation de la province du Chaco en Argentine.

## Villes et localités
- Barranqueras
- Basail
- Colonia Baranda
- Colonia Tacuarí
- El Paranacito
- Fontana
- Puerto Las Palmas
- Puerto Vilelas
- Resistencia, chef-lieu